# Acer pluridens
Acer pluridens är en kinesträdsväxtart som beskrevs av T.Z. Hsu & H. Sun. Acer pluridens ingår i släktet lönnar, och familjen kinesträdsväxter. Inga underarter finns listade i Catalogue of Life.